# Austrofusus chathamensis
Austrofusus chathamensis är en snäckart som beskrevs av Harold John Finlay 1928. Austrofusus chathamensis ingår i släktet Austrofusus och familjen valthornssnäckor. Inga underarter finns listade i Catalogue of Life.